# 남위 36도
남위 36도는 적도로부터 남쪽으로 36도 떨어진 위선이다. 대서양, 인도양, 오스트랄라시아, 태평양, 파타고니아를 지난다. 이 위도에서의 일조시간은 하지일 때 14시간 31분, 동지일 때 9시간 48분이다.

## 지나가는 지역
남위 36도선은 본초 자오선에서 동쪽 방향으로 다음 지역들을 지나간다.

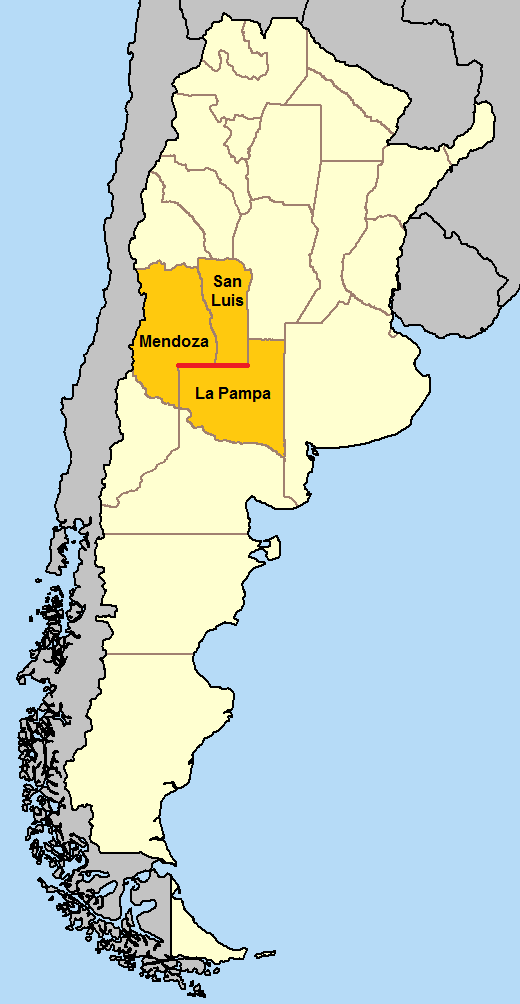
남위 36도선을 기준으로 아르헨티나의 라팜파주는 각각 멘도사주, 산루이스주와 경계를 이루고 있다.

| 좌표                                                    | 국가, 지역, 해역 | 비고                                                                   |
| ------------------------------------------------------- | ---------------- | ---------------------------------------------------------------------- |
| 남위 36° 0′ 동경 0° 0′  / 남위 36.000° 동경 0.000°      | 대서양           |                                                                        |
| 남위 36° 0′ 동경 20° 0′  / 남위 36.000° 동경 20.000°    | 인도양           |                                                                        |
| 남위 36° 0′ 동경 136° 41′  / 남위 36.000° 동경 136.683° | 오스트레일리아   | 사우스오스트레일리아주 - 캥거루섬                                      |
| 남위 36° 0′ 동경 137° 36′  / 남위 36.000° 동경 137.600° | 인도양           | 인카운터 만                                                            |
| 남위 36° 0′ 동경 139° 28′  / 남위 36.000° 동경 139.467° | 오스트레일리아   | 사우스오스트레일리아주 빅토리아주 뉴사우스웨일스주                     |
| 남위 36° 0′ 동경 150° 9′  / 남위 36.000° 동경 150.150°  | 태평양           | 태즈먼해                                                               |
| 남위 36° 0′ 동경 173° 47′  / 남위 36.000° 동경 173.783° | 뉴질랜드         | 북섬                                                                   |
| 남위 36° 0′ 동경 174° 29′  / 남위 36.000° 동경 174.483° | 태평양           | 뉴질랜드 헨치킨 제도의 남쪽 통과 뉴질랜드 그레이트배리어섬의 북쪽 통과 |
| 남위 36° 0′ 서경 72° 47′  / 남위 36.000° 서경 72.783°   | 칠레             | 마울레주                                                               |
| 남위 36° 0′ 서경 70° 24′  / 남위 36.000° 서경 70.400°   | 아르헨티나       | 멘도사주와 라팜파주의 경계 산루이스주와 라팜파주의 일부 경계           |
| 남위 36° 0′ 서경 57° 21′  / 남위 36.000° 서경 57.350°   | 대서양           |                                                                        |

## 같이 보기
- 남위 35도
- 남위 37도